# Клитор
Кли́тор (лат. clitoris от лат. clitorido — «щекочу»; также встречаются названия «похотник» и сикель (также секиль, секель)) — непарный половой орган у самок млекопитающих, имеющий функцию одной из их главных эрогенных зон.

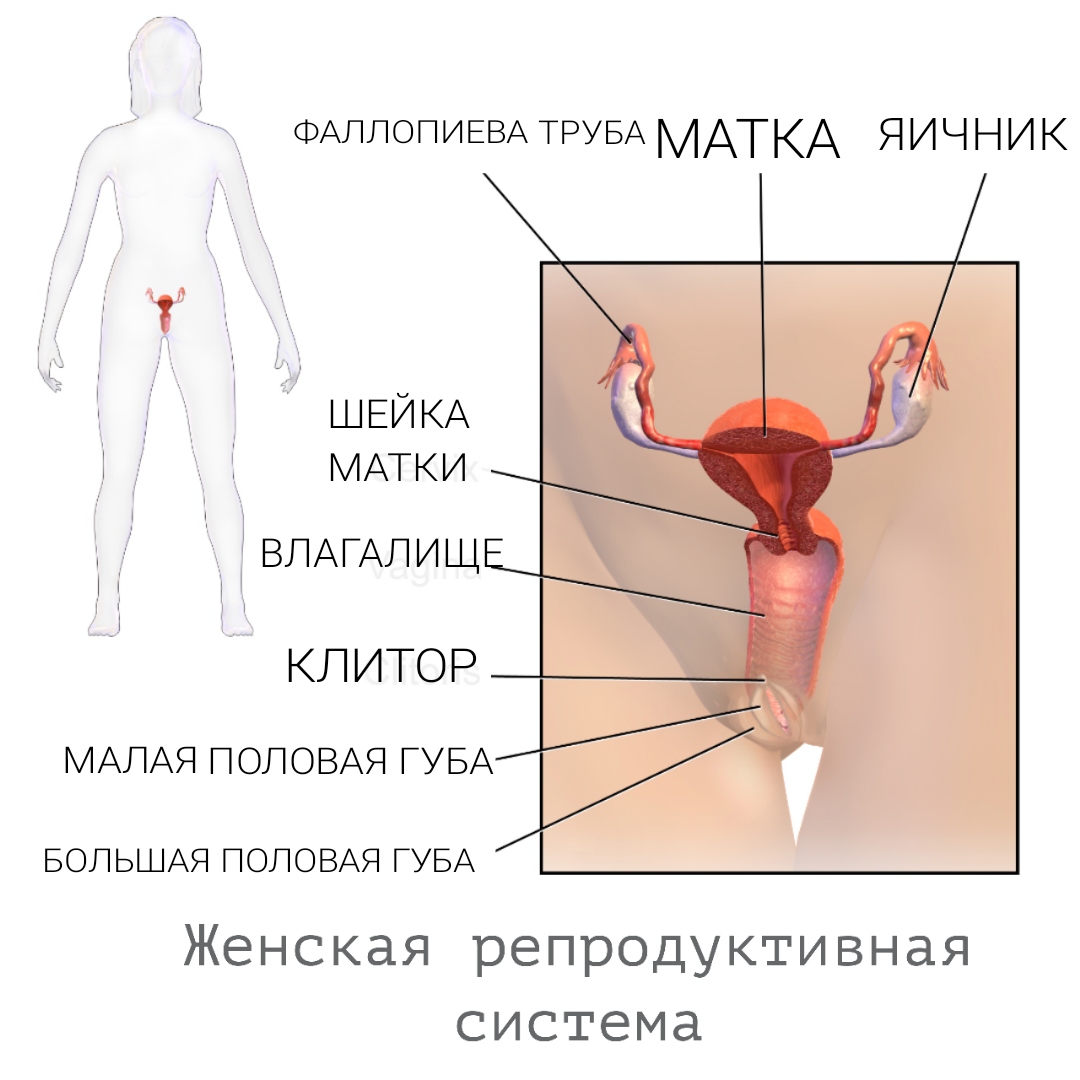
Женщина и её внутренние и наружные половые органы

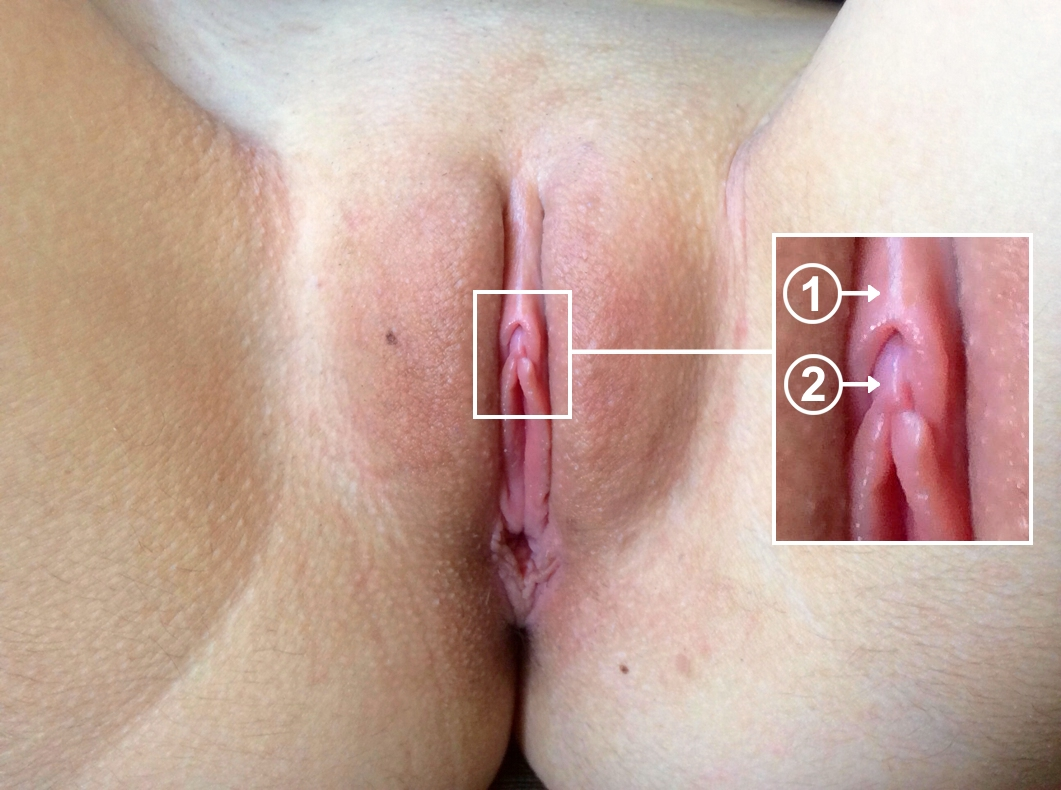
Наружные части клитора: капюшон (1) (крайняя плоть, препуций) и головка клитора. Их расположение в наружных половых органах женщины

Входит в число женских наружных половых органов — наружных органов женской репродуктивной (мочеполовой) системы наряду с большими (наружными) и малыми половыми губами, находящимися внутри больших, с которыми имеет общие элементы кровотока и иннервации, однако в отличие от половых губ не имеет как целое покровной функции, а является преимущественно органом полового чувства.
Расположен позади и ниже передней спайки больших половых губ. Внутренняя структура клитора имеет форму перевёрнутой латинской буквы Y, немного сдавлен с боков. Состоит из головки (лат. glans clitoridis), тела (лат. corpus clitoridis) и двух ножек (лат. crura clitoridis), из числа которых обычно снаружи наблюдается только головка и иногда часть тела клитора, прикрытые кожной складкой — крайней плотью клитора.
При половом возбуждении образующие клитор два продольных пещеристых тела наполняются кровью (эрекция клитора) подобно пещеристым телам пениса (мужского полового члена). Клитор, развиваясь из одних с ним эмбриональных тканей, является гомологом его пещеристых тел, но в норме значительно меньше его и, в отличие от пениса, не содержит в своей структуре губчатое тело и проходящий в последнем мочеиспускательный канал, которые у женщин расположены позади клитора.
Клитор содержит множество сосудов и нервных окончаний и у женщин является одной из самых чувствительных эрогенных зон.

## История медицинского изучения клитора

### Терминология
История изучения клитора насчитывает множество «открытий» этой структуры исследователями разных стран и в разные века. Использовалась также разная терминология. Гиппократ использовал термин columella (маленькая колонна). Авиценна называл клитор albatra или virga (стержень). Абулкасис, другой арабский медик, назвал его tentigo (напряжение). Реальдо Коломбо использовал термины amoris dulcedo (сладость любви), sedes libidinis (седалище похоти) и «муха Венеры». Средневековый схоластик Альберт Магнус подчёркивал гомологию между мужскими и женскими структурами, используя термин virga для обозначения как мужских, так и женских гениталий. Древние римляне использовали неприличное слово landīca для обозначения клитора. Слово было настолько грубым, что оно практически не встречается в рукописях, за исключением Priapeia 78, где используется выражение misella landica («бедный клитор»). Слово, однако, присутствует в граффити: peto [la]ndicam fvlviae («Я ищу клитор Фульвии»), нанесённом на свинцовый метательный снаряд, найденный в Перудже.
Ренье де Грааф подчёркивал, что следует отличать нимфу от клитора, поэтому он предложил называть структуру только клитором. Начиная с XVII века это название стало общепринятым, нимфой же сначала называли вульву, а позже малые половые губы. Греческое слово κλειτορίς, возможно происходит от «щекотать», но оно также может обозначать «маленькую горку»; то есть древние авторы могли воспользоваться игрой слов. Лингвист Марсель Коэн посвятил главу в книге исследованию происхождения слова «клитор», но не пришёл к определённым выводам.

### Открытия и повторные открытия
Из-за своих весьма малых размеров и скрытого расположения большей части своей структуры в окружающих складках жировых и кожных покровов клитор часто малодоступен непосредственному наблюдению, поэтому можно вести речь об истории его открытия, которому не способствовало и отсутствие у него собственно репродуктивной функции.
Открытие клитора часто связывают с именем итальянского анатома XVI века Реальдо Коломбо. В 1559 году он издал книгу «De anatomica», в которой описал «женское место удовольствия при сношении» и назвал себя первооткрывателем этого органа. Коломбо писал:

Так как никто не описал эти отростки и их функционирование, и если позволительно давать название органам, обнаруженным мной, то следует назвать его любовью или сладостью Венеры…

Коломбо также упомянул клитор в разделе о редких анатомических образованиях — он описал эфиопскую женщину, клитор у которой был длиной и толщиной с мизинец, а вагинальное отверстие было очень узким.
Андреас Везалий — друг и учитель Коломбо, отношения с которым затем были испорчены — отверг это открытие. Везалий полагал, что женские гениталии представляют собой симметричное отображение мужских. Следуя этой теории, пенису ставилось в соответствие влагалище, а для клитора не было соответствующего мужского органа. Возражая против идей Коломбо, Везалий писал:

Не имеет смысла обвинять других в некомпетентности на основании игры природы, которые вы наблюдали у некоторых женщин, и вы не сможете определить эту новую и ненужную часть у здоровых женщин. Я полагаю, что такая структура имеется у гермафродитов, у которых ярко выражены гениталии, как описывает Павел Эгинский, но я ни разу не видел ни у одной женщины пениса (который Авиценна назвал албарата и греки называли увеличенной нимфой и классифицировали как заболевание) или даже рудимента мельчайшего фаллоса.

Первенство Коломбо в открытии клитора было оспорено его преемником в Падуе Габриеле Фаллопием, который назвал первооткрывателем самого себя. В своём труде «Observations anatomicae», написанном в 1550-е годы и опубликованном в 1561 году, он отметил, что эта часть женской анатомии настолько труднообнаружима, что он оказался первым, кто открыл её; прочие же сообщали об этом органе либо с его слов, либо со слов его студентов.
Каспар Бартолин, анатом XVII века, отклонил оба заявления, утверждая, что клитор был широко известен медицинской науке ещё со II века.
До Коломбо и Фаллопио клитор описывали древнегреческие, персидские и арабские медики и хирурги, но его функция трактовалась ошибочно. Французский анатом Шарль Эстьен в труде 1545 года «De Dissectione Partium Corporis Humani» приписал клитору (membre honteux, срамному члену) роль в мочеиспускании. Возможно, Коломбо первый описал сексуальную функцию клитора, но даже это оспаривается.

Conciliator differentiarum philosophorum et precipue medicorum

Итальянский философ и профессор медицины Пьетро д’Абано в книге «Conciliator differentiarum philosophorum et medicorum» (1476) писал, что трение верхнего орифиса около лобка вызывает возбуждение у женщин, хотя и не изучил детальную анатомию клитора.

### Инки, XV—XVI века
Хирургические операции над клитором осуществлялись в Империи инков. В столице инков — городе Куско — существовал храм Амаруканча (в XV—XVI веках; позднее — в последней трети XVI века — в нём разместились иезуиты), назначением которого, согласно записям итальянского священника, иезуита XVII века Хуана Анелло Оливы, было

поклонение идолу в виде дракона-змея, пожирающего скорпиона.

С этим местом связана одна интересная деталь сакральных верований и философии инков, приводимая тем же автором:

Дракон был жизненной силой Создателя; и как мы, католики, почитаем женский облик Божества Святой Девы Марии, подобным же образом вместилище и жало скорпиона у [Инков] символизировали женский клитор, почитая в нём мужское начало в женщине

Поэтому у инков бытовал обычай обрезать клитор у девочек, что католическими священниками расценивалось как варварство.

## Анатомия

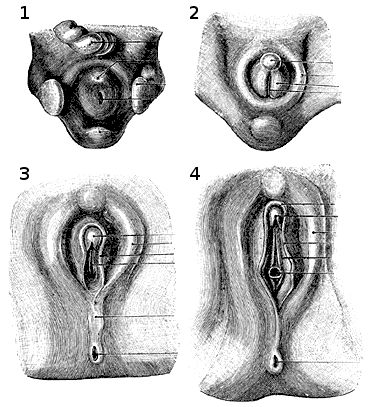
Стадии внутриутробного развития

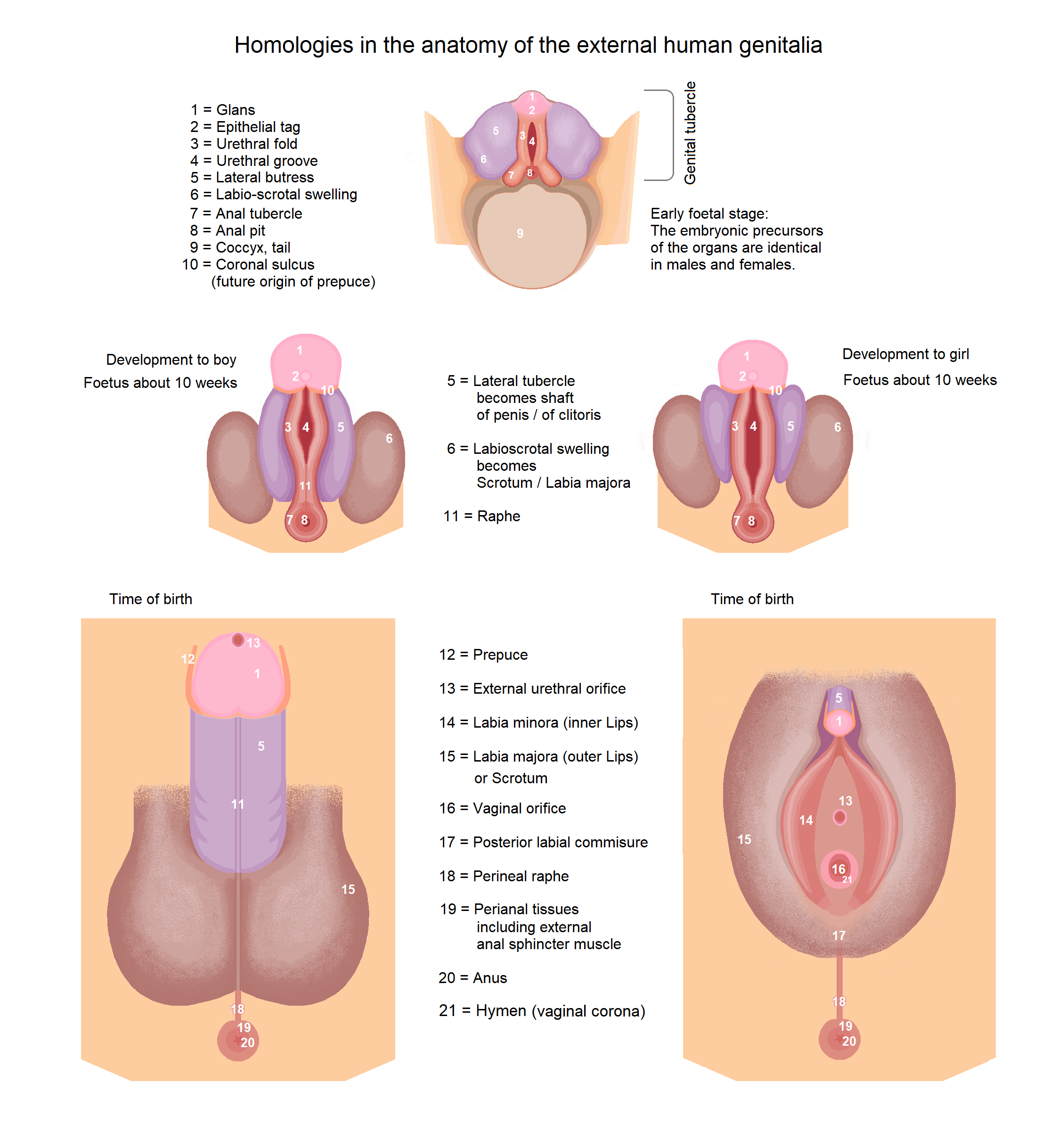
Внутриутробная дифференциация наружных половых органов мужских слева и женских справа. Гомологичные органы обоих полов окрашены одинаковыми цветами

Строение клитора и смежных структур. Наружные и внутренние части клитора находятся сверху и выделены темно-розовым цветом

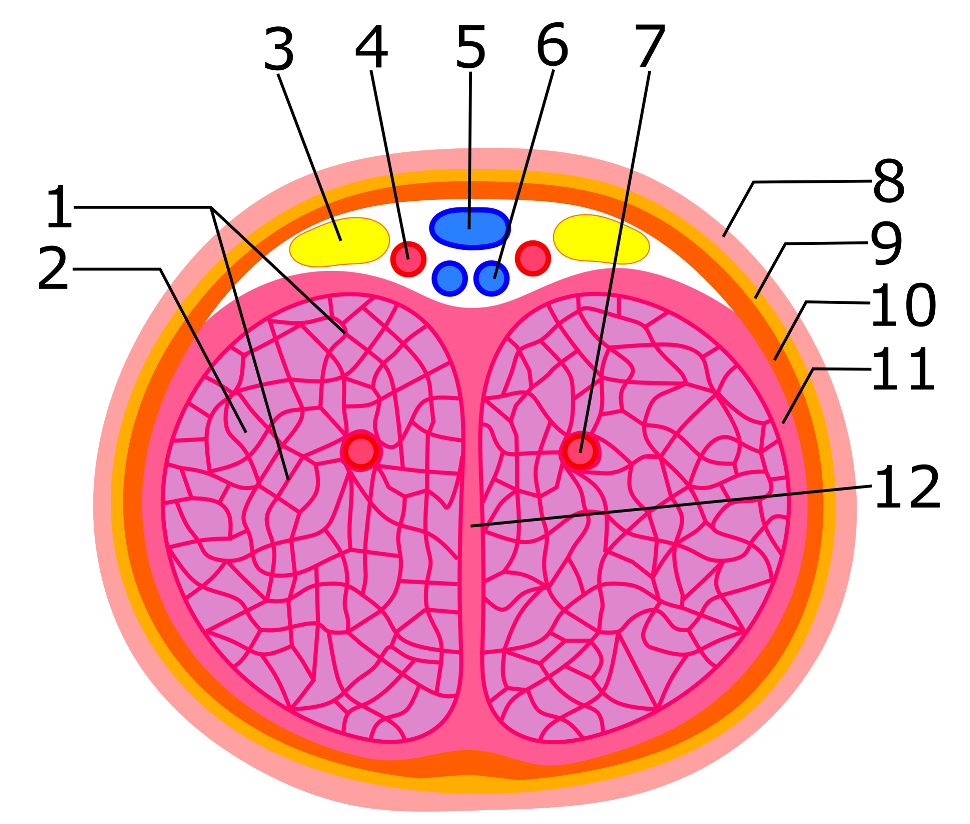
Внутреннее строение тела клитора в поперечном разрезе. Внутренняя анатомия тела клитора: 1. Трабекулы пещеристых тел клитора; 2. Кавернозные пространства; 3. Дорсальный нерв клитора; 4. Дорсальная артерия клитора; 5. Поверхностные дорсальные вены клитора; 6. Глубокая дорсальная вена клитора; 7. Глубокая артерия клитора; 8. Кожа; 9. Мембранозный слой подкожной клетчатки; 10. Клиторальная фасция; 11. Белочная оболочка; 12. Перегородка клитора

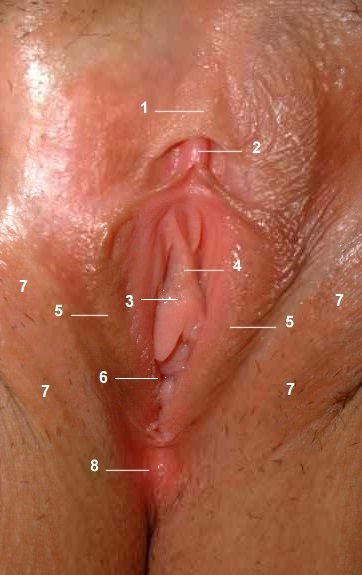
Место клитора в женских наружных половых органах: 1. Крайняя плоть клитора; 2. Головка клитора; 3. Наружное отверстие женского мочеиспускательного канала; 4. Преддверие влагалища; 5. Малые половые губы; 6. Вход во влагалище; 7. Большие половые губы; 8. Промежность.

Клитор, согласно исследованиям австралийского уролога, доктора Хелен О’Коннелл, состоит из двух пещеристых тел клитора (лат. corpus cavernosum clitoridis), головки клитора (лат. glans clitoridis), ножек клитора (лат. crus clitoridis) и двух луковиц преддверия влагалища (иначе клиторальные луковицы) (лат. bulbus vestibuli vaginae). Волокнистые мембраны, окружающие пещеристые половинки тела клитора, сходятся над срединными поверхностями, образуя перегородку, к которой прикрепляются эластичные и гладкомышечные волокна. Пещеристое тело клитора разделяется над уретрой на две ножки клитора, которые огибают с двух сторон уретру и вагину, и оканчиваются двумя луковицами, образуя клитороуретровагинальный комплекс. Тело клитора связано с седалищно-лобковой ветвью (лат. ramus ischiopubicus) корнем, в то время как две небольшие седалищно-пещеристые мышцы (лат. musculus ischiocavernosus) прикрепляются к ножкам клитора во внутренней части головки и пещеристых тел, образуя комплекс нервных окончаний. Кровоснабжение клитора обеспечивают ветви внутренней срамной артерии (лат. arteria pudenda interna). Приток артериальной крови и венозный отток одинаковы с мужским половым членом.
Можно выделить три основные зоны видимой части клитора: головка, уздечка и крайняя плоть клитора (клиторальный капюшон).
С точки зрения анатомии клитор равнозначен мужскому половому члену за исключением отсутствия в структуре клитора мочеиспускательного канала и губчатого тела.

### Головка клитора

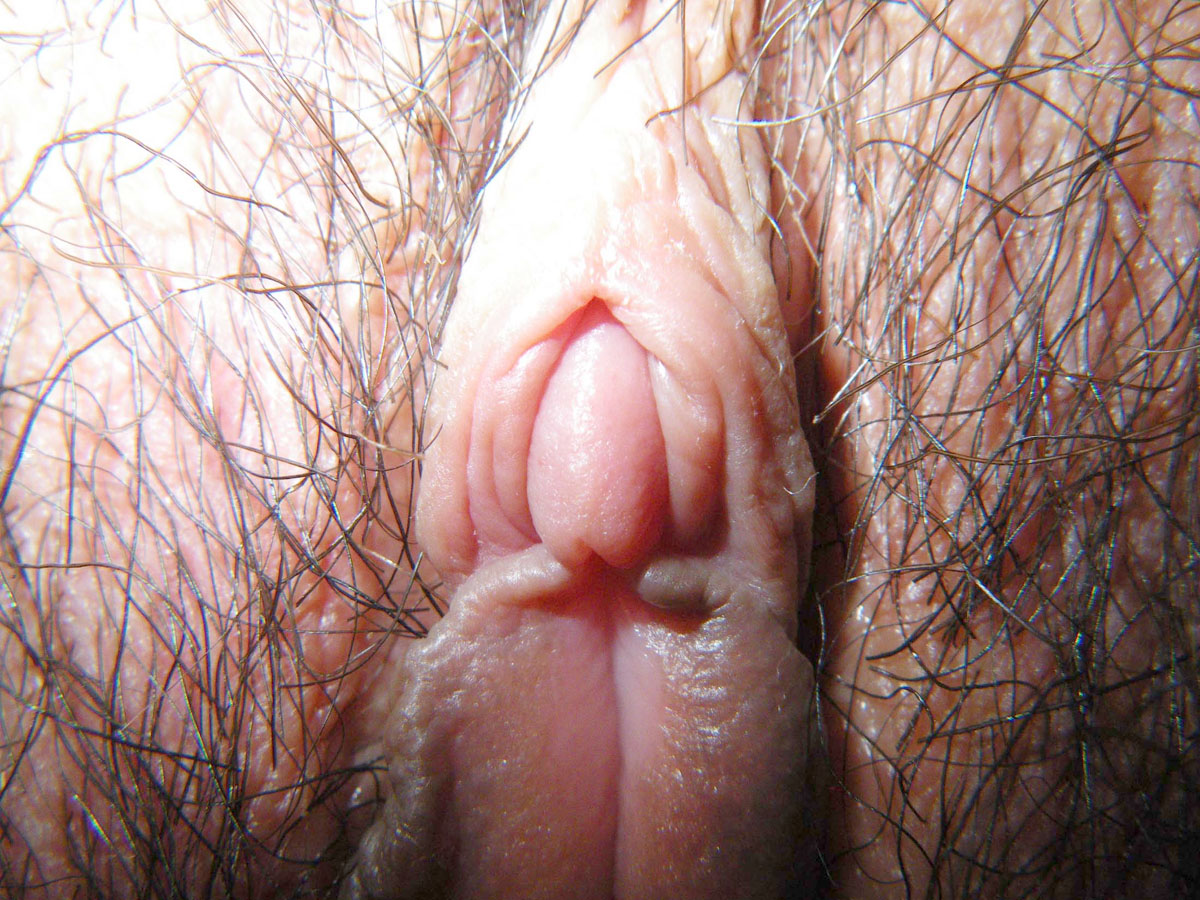
Головка клитора японки

Головка клитора (лат. glans clitoridis) — одна из самых чувствительных частей женского тела, она насыщена кровеносными сосудами и нервными окончаниями (тельцами Пачини, Мейснера, Краузе, Догеля)

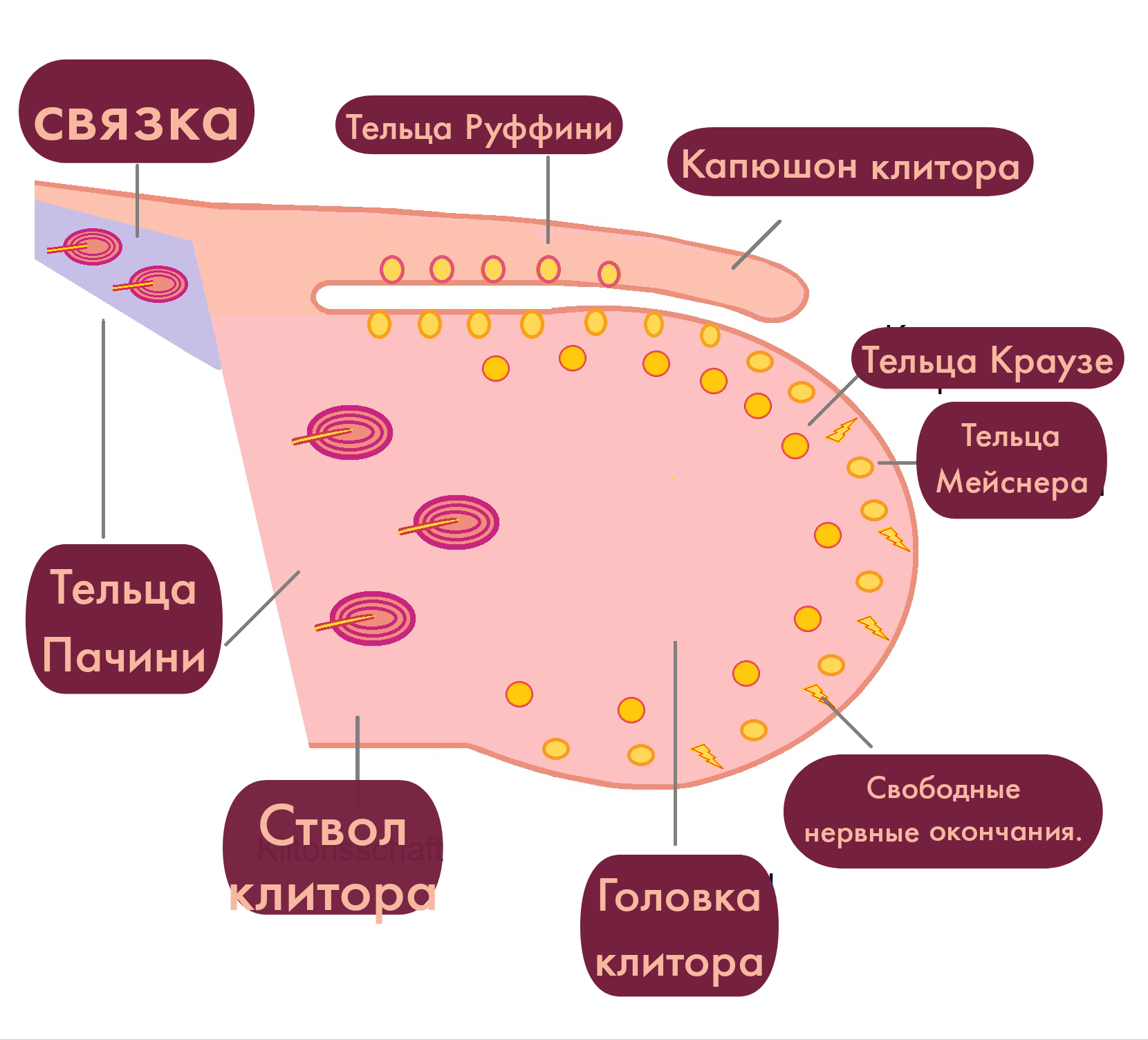
Рецепторы головки и капюшона клитора в продольном разрезе

У некоторых женщин головка настолько чувствительна, что её прямая стимуляция (при мастурбации или куннилингусе) может вызвать неприятные ощущения. Головка прикрыта кожной складкой (крайней плотью или так называемым клиторальным капюшоном (англ. clitoral hood)) . В спокойном состоянии головка либо не видна вовсе, либо видна лишь небольшая её часть. При половом возбуждении происходит эрекция клитора, головка выступает вперёд.
Головка клитора развивается из тех же тканей, что и головка мужского полового члена, являясь гомологичной ей генетически структурой, хотя головка пениса представляет собой губчатую ткань, продолжающую губчатое тело пениса, а головка клитора является оконечностью его пещеристых тел. Головка клитора тоже богата чувствительными нервными окончаниями и способна к кровенаполнению при эрекции, но значительно меньше её и, в отличие от пениса, не имеет в своей толще губчатого тела и проходящей в нём трубчатой полости уретры, а на своей поверхности соответственно не несёт наружного отверстия, в которое у мужчин открывается мочеиспускательный канал, служащий для выведения из организма мужчины как мочи (мочеиспускание), так и семенной жидкости (эякуляция), а у женщин — для мочеиспускания.
Головку клитора так же, как и пениса, защищает от внешних воздействий относительно подвижная кожная складка — крайняя плоть, внутренний листок которой богат вырабатывающими густой секрет, защищающий головку от сухости — смегму, скопления которой при несоблюдении личной гигиены могут приводить к раздражению и воспалению.

### Крайняя плоть (препуций) клитора (клиторальный капюшон)

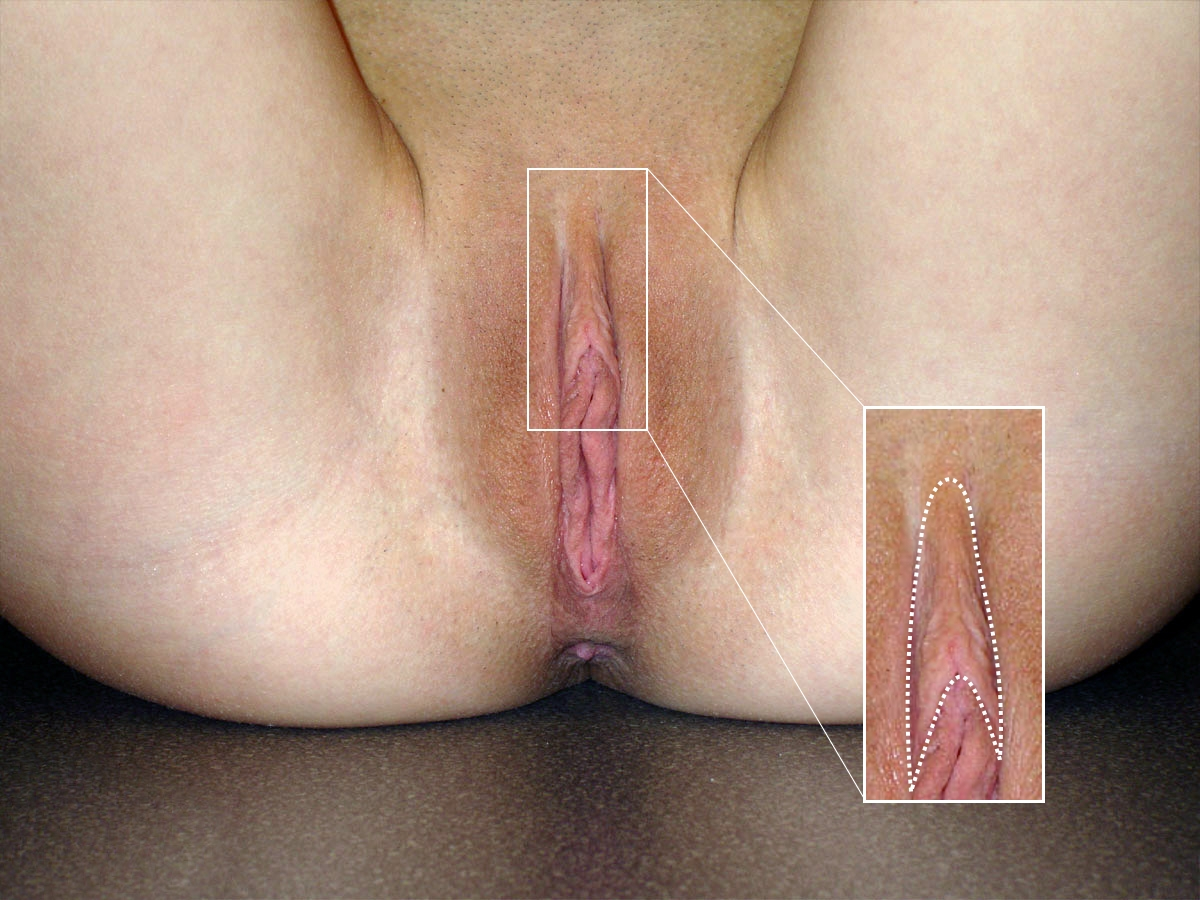
Крайняя плоть (капюшон) клитора (выделен)

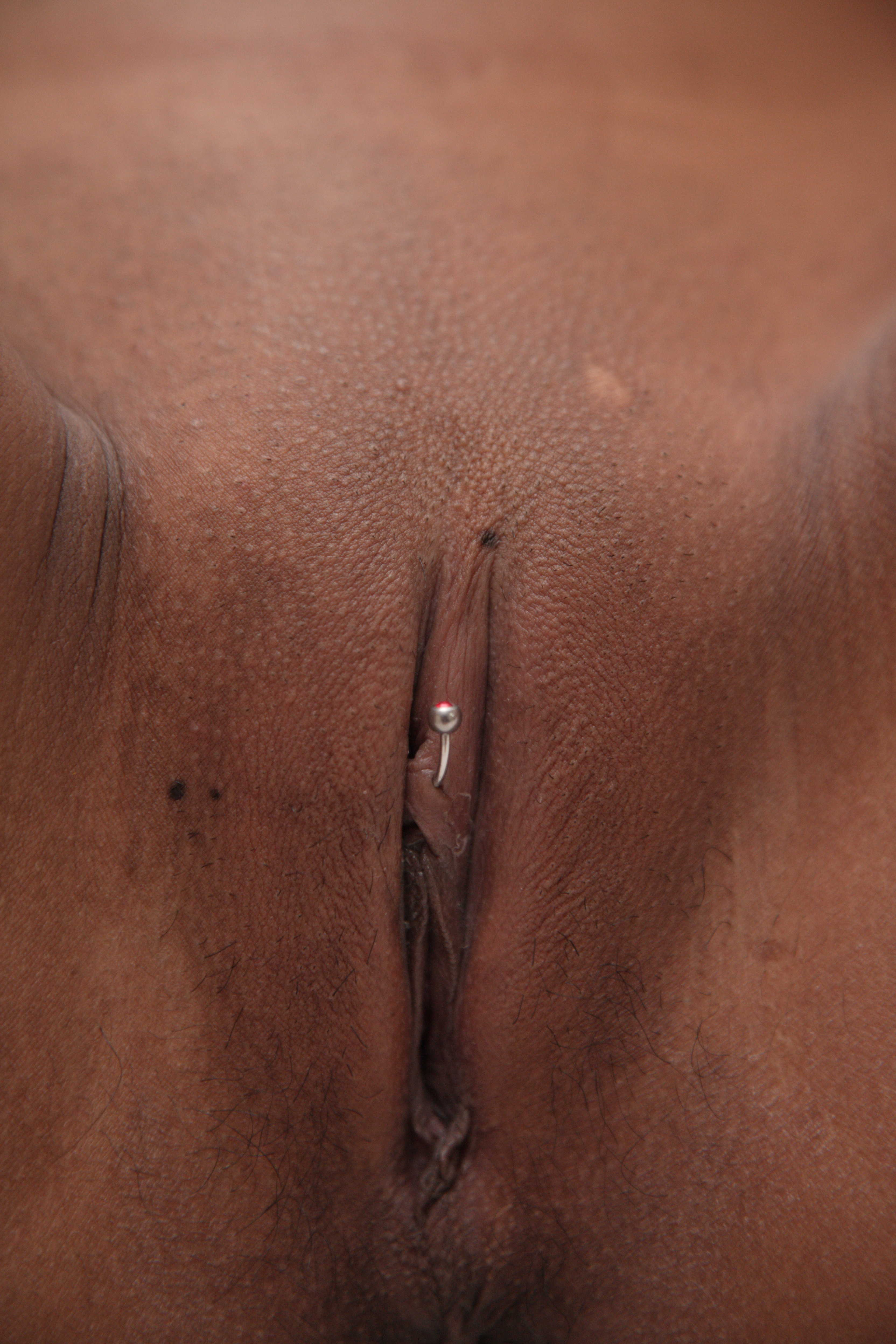
Пирсинг клиторального капюшона

Крайняя плоть клитора (лат. preputium clitoridis) — кожная складка, прикрывающая наружную часть тела клитора и часто — его головку для их защиты от внешних повреждений; от сухости головку защищают своими выделениями — смегмой — расположенные на внутреннем листке крайней плоти сальные железы. Она по своему происхождению и покровной функции аналогична крайней плоти мужского полового члена, прикрывающей в невозбужденном состоянии его головку. В отличие от имеющего значительно большую длину пениса, у которого крайней плотью называют лишь дальнюю от тела мужчины часть его кожного покрова, крайней плотью клитора именуют весь небольшой кожный покров его наружной части.
Крайняя плоть, как и сама наружная часть клитора, имеет небольшие размеры, но обычно видна при наружном осмотре, хотя у некоторых женщин, имеющих пухлые большие половые губы, клитор практически не виден.
Крайняя плоть нередко может быть несколько отведена назад, в том числе при половом возбуждении, эрекции клитора, обнажая обладающую большим числом чувствительных нервных окончаний головку клитора, являющуюся одной из главных эрогенных зон. Отведение крайней плоти назад и обнажение головки бывает необходимо для удаления скоплений смегмы, которые могут при несоблюдении норм личной гигиены вызвать дискомфорт и воспаление.
Крайняя плоть клитора представляет собой самое популярное место женского интимного пирсинга. Чаще всего, когда сообщают о проколотом клиторе, имеется в виду именно горизонтальный прокол крайней плоти клитора, украшенный колечком, барбеллом, микробананчиком и проч. Прокол же клитора является одним из самых сложных и возможен только в случае биологической совместимости с данным видом пирсинга (маленький, плохо различимый клитор прокалывать нельзя).
Для увеличения чувствительности клитора может проводиться его хирургическое обнажение, предусматривающее удаление его крайней плоти, аналогичное обрезанию крайней плоти у мужчин.

### Уздечка клитора
Продольная кожная складка, соединяющая передние концы малых половых губ с нижней поверхностью головки клитора м крайней плотью, называется уздечкой клитора (лат. frenulum clitoridis). Она натягивается при его половом возбуждении, как и аналогичная уздечка мужского полового члена, расположенная под его головкой и соединённая с его крайней плотью, и, пригибая головку, способствует её максимальной стимуляции.

## Клитор во время полового акта

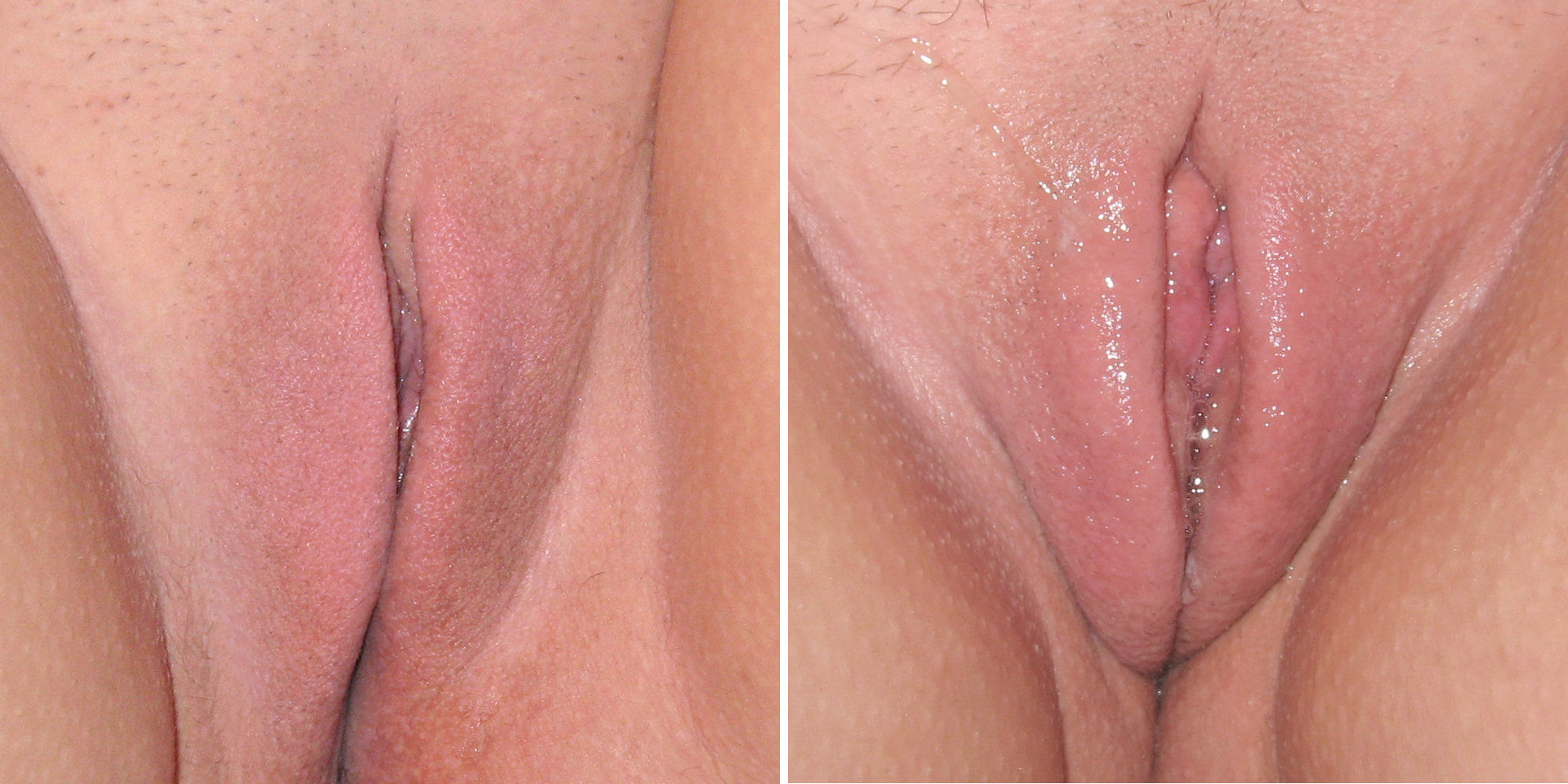
Клитор до (слева) и во время (справа) полового возбуждения

У большинства женщин клитор является главной эрогенной зоной. По этой причине именно клитор является основным источником приятных ощущений, которые женщина испытывает во время полового акта. В то же время при вагинальном коитусе член мужчины напрямую на головку клитора не воздействует, так движения мужского органа происходят во влагалище, воздействие производится на внутреннюю часть клитора опосредованно.
Стимуляция головки клитора во время полового акта происходит через прилегающие к нему части женских интимных органов, например, через натяжение и подёргивание малых половых губ. Обычно этого достаточно для нарастания возбуждения и достижения оргазма, но в ряде случаев женщины вынуждены прибегать к дополнительной стимуляции.
Как правило, клитор возбуждается не сразу. Это заметно по отсутствию секреторной жидкости, выделяющейся из половых органов женщины. В обычном случае сексуальное возбуждение сопровождается обильным выделением секреторной жидкости.
Незадолго до оргазма клитор уменьшается в размерах. Имеется спорная точка зрения, согласно которой это частично защищает его чувствительную часть от дальнейших стимулов. Спустя 5—10 секунд после оргазма клитор возвращается к своим нормальным размерам.
В момент оргазма ритмичные сокращения мускулов происходят во внешней трети половых органов и в матке. Они происходят первоначально приблизительно каждые 0,8 секунды, становясь менее интенсивными и более беспорядочно раздельными, поскольку оргазм продолжается. Оргазм может иметь разное число мышечных сокращений, в зависимости от интенсивности.
Немедленно после оргазма клитор может быть настолько чувствительным, что любая его стимуляция может вызывать дискомфорт и/или боль.
У некоторых женщин при половом возбуждении головка клитора может увеличиваться примерно вдвое, у других практически не меняет размера. В отличие от быстрой эрекции мужского полового члена, реакция клитора на половой стимул проявляется лишь спустя 20—30 секунд после начала воздействия.
При продолжительном интенсивном возбуждении головка может быть почти полностью скрыта в складках набухших малых половых губ.

## Размеры клитора

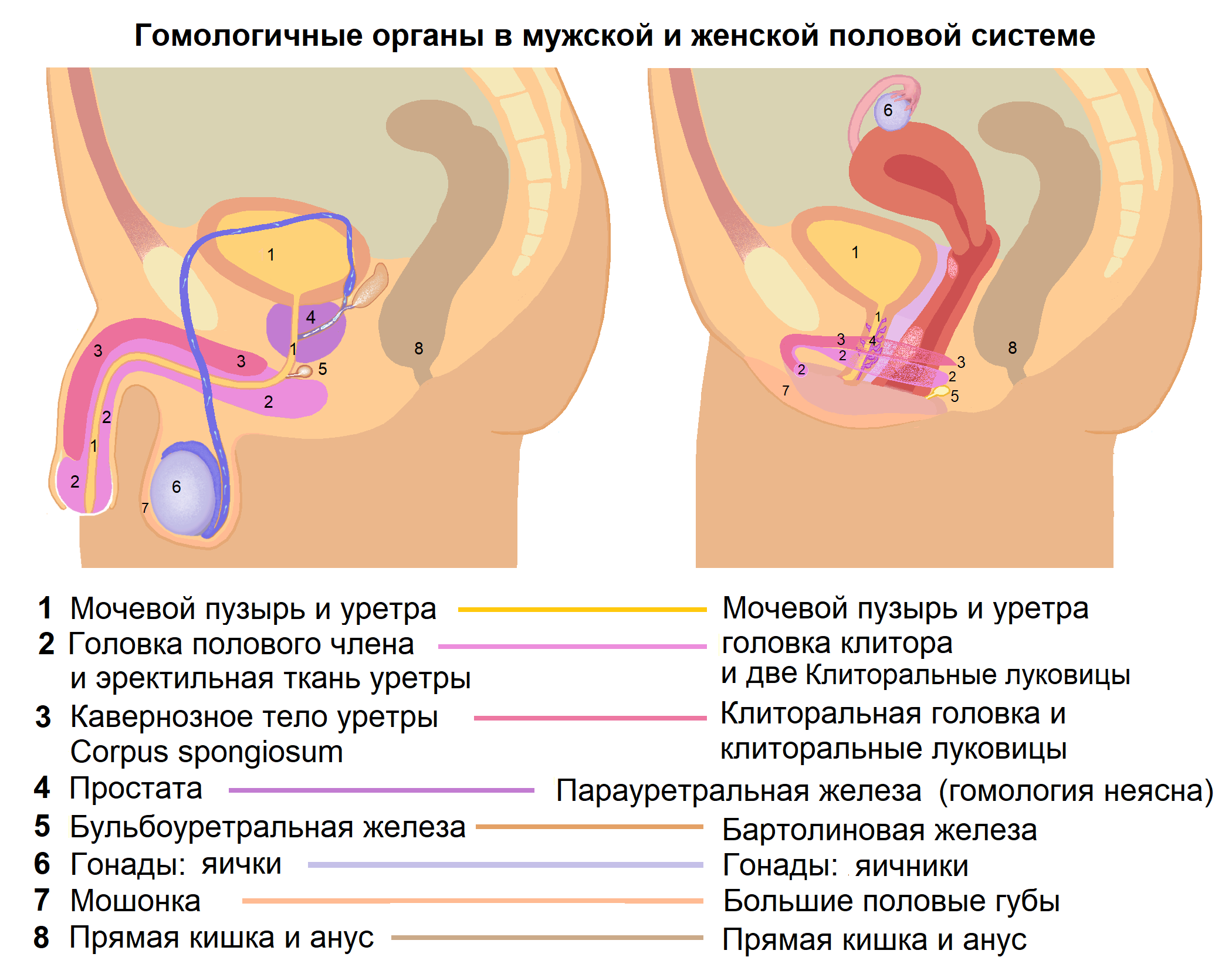
Соотношение размеров взрослых невозбужденного мужского полового члена (слева) и клитора (справа). Обведены рамкой. Преобладающая по размеру часть клитора является внутренней

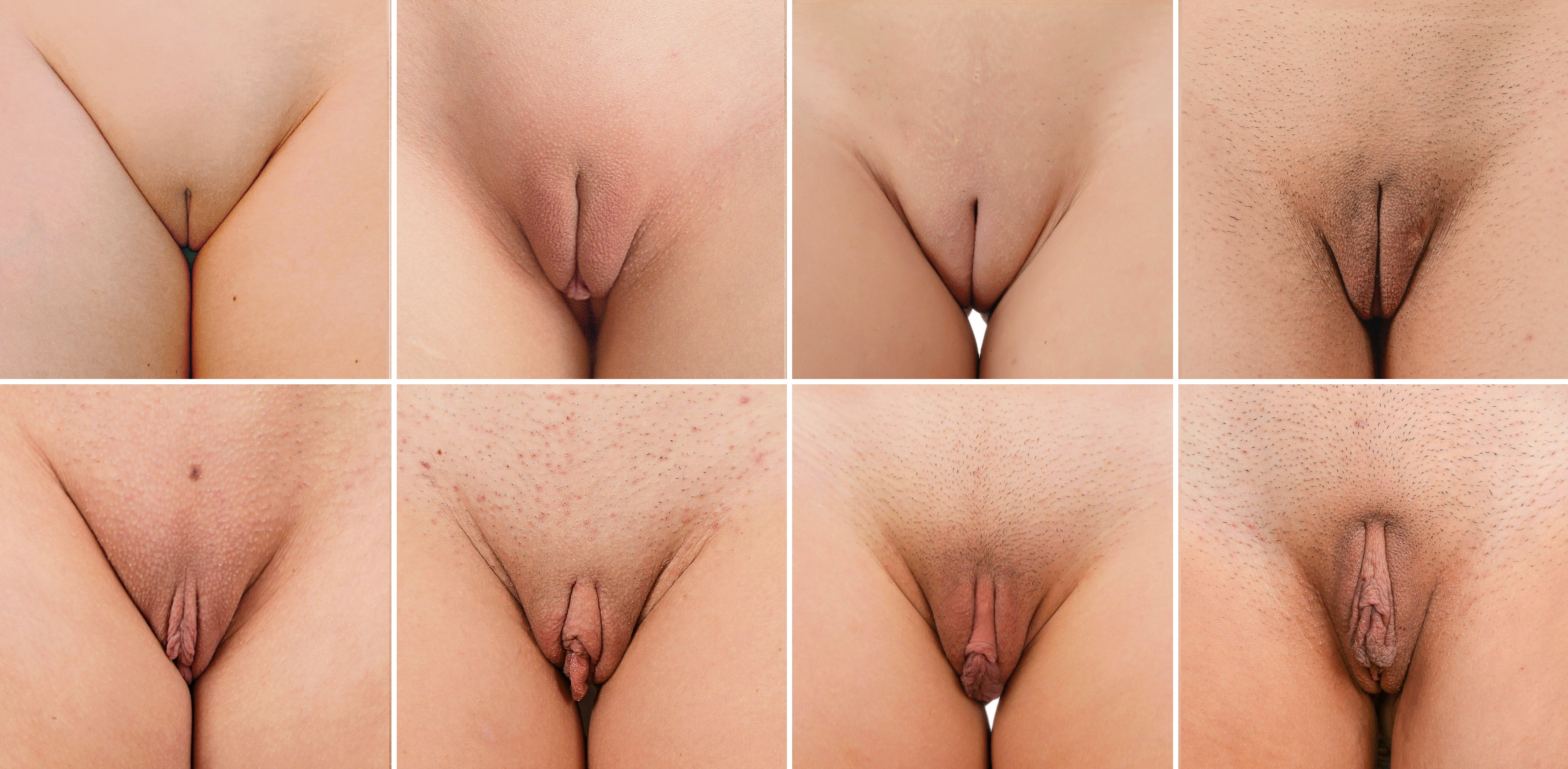
Природное разнообразие величины капюшона клитора

Размеры клитора задаются генетически и уровнем половых гормонов. Он развивается из тех же эмбриональных тканей, что и мужской половой член, но половая дифференциация благодаря воздействию половых гормонов в норме ведёт к тому, что размеры клитора и пениса занимают противоположное положение на шкале дифференциации полов Прадера, где пенис максимален, а клитор минимален. Под действием мужских гормонов — андрогенов — при нормальной работе их рецепторов пенис значительно вырастает в размерах, а тело и головка клитора без влияния андрогенов остаются маленькими, тогда как при генетических и гормональных отклонениях различие между пенисом и клитором в размерах, а иногда и структуре снижается, и при повышенной выработке мужских гормонов клитор может в широких пределах увеличиваться (гипертрофия клитора), что затрудняет определение пола у новорожденных. Различие в размерах этих органов в норме определяется отличием ряда функций: мужской половой член призван доносить генетический материал мужчины во внутренние половые органы женщины, тогда как у клитора аналогичная функция отсутствует и при обычных размерах для проникновения он не предназначен. Необычно большие размеры клитора называют клиторомегалией, тогда как аномалии пениса в отношении его величины связаны, наоборот, с аномально малыми его размерами (микропенией).
Тео Ланг упоминает один зарегистрированный случай, когда у женщины головка клитора была 5 см в длину и достигала 7,5 см, «когда клитор находился в состоянии полной эрекции». Ральф Померой отмечал, что у белых женщин размеры головки клитора более 2,5 см в длину весьма редки, но встречаются у двух-трёх процентов чернокожих — «размеры 7,5 см и более выявляются примерно у каждой из 300 или 400 чернокожих женщин». Другой автор замечает, что Паран-Дюшателе встречал женщину, головка клитора которой имела в длину 8 см. Швейцарский биолог XVIII века Альбрехт фон Галлер утверждал, что встречал женщину с огромным клитором не менее 18 см в длину.
Размеры клитора и его видимой части (головки) индивидуальны: общая длина головки от 4—5 мм до 1 см, диаметр от 2 до 20 мм. Полная длина клитора, включая его внутреннюю часть, обычно составляет от 8 до 20 см.
Вопреки установившемуся в некоторых кругах мнению, размеры клитора никак не связаны со степенью сексуального возбуждения, которое может испытывать женщина.
Нет никакой корреляции между размером клитора и возрастом, в том числе и с менопаузой и периодом после неё. Среди рожавших женщин, как правило, измерения дают несколько большие средние значения.

## Гипертрофия клитора

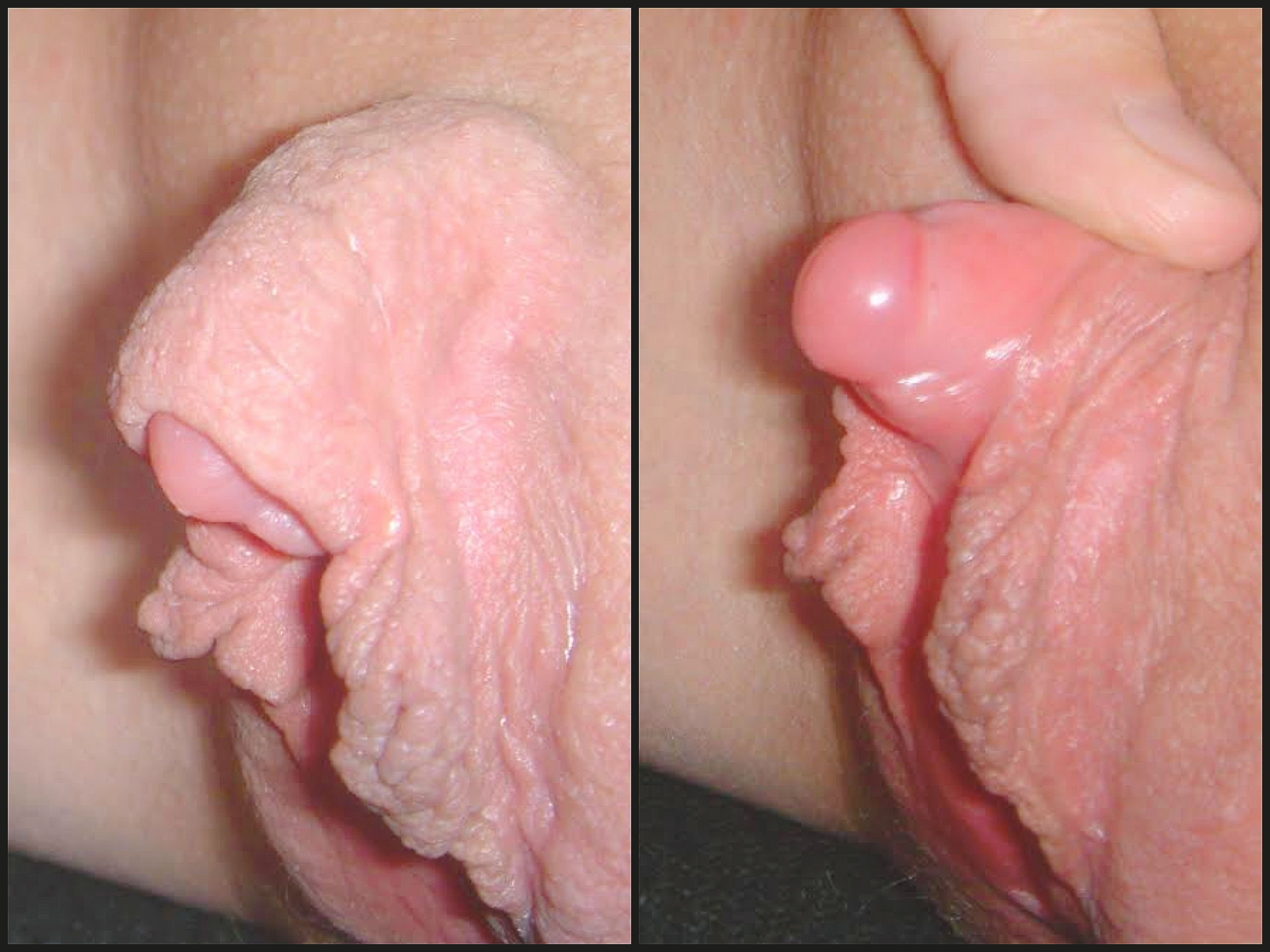
Гипертрофированный клитор в состоянии возбуждения

Гипертрофия клитора наблюдается в случаях эмбриональных изменений андрогенов и сопровождается гиперсексуальностью. Причина гипертрофии — обычно это результат врождённых дефицитов надпочечных ферментов синтеза кортизола; более редко, это вызвано прогестационными агентами (утеро). Крайне редко, случается гипертрофия клитора, вызванная нейрофибромами клиториального тела, включая случай ограниченного нейрофибромного проникновения крайней плоти.
Лечение зависит от степени изменений, степени гипертрофии клитора и, в случае необходимости, на каком уровне влагалище поступает в мочеполовой синус.
(См. также Гермафродитизм)

## Хирургия клитора
Клитор и другие женские наружные половые органы могут подвергаться хирургическим вмешательствам как в медицинских, так и в эстетических или в ритуальных целях. Тогда как медицинские вмешательства могут производиться в любой стране мира, ритуальные характерны для некоторых регионов Африки и Азии. Чаще всего ритуальные вмешательства на женских наружных половых органах представляют собой различные виды женского обрезания, цель которого — уменьшение женской сексуальности для предотвращения промискуитета, внебрачных половых контактов. Для этого наружные половые органы лиц женского пола сшиваются с оставлением небольших выделительных отверстий (инфибуляция) или удаляются (клиторидэктомия). Женское обрезание широко критикуется как опасная для здоровья и дискриминационная практика.

### Клиторидэктомия
Удаление клитора, а иногда и половых губ (частично или полностью). В качестве немедицинского ритуального вмешательства распространено в тех популяциях, где существует традиция женского обрезания и часто производится старшими женщинами рода или деревни. В качестве такового не вызвано медицинскими показаниями; часто выполняется в антисанитарных условиях, что чревато заражением крови с возможностью летального исхода, который может наступить и от болевого шока, так как анестезия обычно отсутствует. В результате этого ритуала подвергшаяся ему девочка или женщина лишается главной эрогенной зоны — клитора, а окружающие ткани наружных половых органов теряют естественную структуру и внешний вид и оказываются покрытыми болезненными и уродливыми шрамами, делающими половую жизнь женщины особенно болезненной и лишённой удовольствия.
В англоязычной литературе по этим вопросам помимо технического нейтрального обозначения этих ритуальных практик как female circumcision (женское обрезание) распространено их обозначение с негативной оценкой как female genital mutilation (FGM; нанесение женских генитальных увечий).

### Хирургическое уменьшение клитора
Необходимость и возможность выполнения данной процедуры рассматривается чаще всего только в тех случаях, когда клитор имеет размеры значительно больше обычных, то есть гипертрофирован. Эта особенность связывается с повышенным уровнем мужских гормонов. Иногда у новорожденных наблюдаются различной степени нарушения половой дифференциации (интерсекс), и определение их пола может быть затруднено, в частности, если клитор по размеру близок к мужскому половому члену. В таких случаях может проводиться операция по удалению части головки клитора, которая при этом не имеет медицинских показаний и широко критикуется интерсекс-сообществом и частью урологов и гинекологов. В 2015 году Совет Европы признал право на отсутствие подобных хирургических операций одним из прав интерсекс-людей, требование запрета таких операций прописано в Мальтийской декларации МИФ, Мальта стала первой страной, где такие операции запрещены законом.
Гипертрофия клитора может иметь и отрицательные, и положительные результаты, хотя в медицине традиционно считается отклонением от нормы, подлежащим коррекции, как любая другая патология. Отрицательными следствиями гипертрофии клитора могут являться 1) нетипичный вид женских наружных гениталий, который может вызывать стеснение самой женщины и неприятие части её потенциальных половых партнёров, 2) физический дискомфорт самой женщины а) во время полового акта или б) при ношении облегающих трусов. Положительным следствием гипертрофии клитора может являться его значительно большая доступность для обоих партнёров сексуальная стимуляция во время полового акта из-за того, что наружная часть неувеличенного клитора имеет зачастую столь малые размеры, что его трудно обнаружить и стимулировать, а при наступлении полового возбуждения может практически скрыться среди окружающих тканей, а больший клитор легко обнаруживается и всегда доступен для разных видов стимуляции.
Женщины в ряде случаев прибегают к хирургическому вмешательству при гипертрофии клитора или при эстетических соображениях, несмотря на то, что отсутствует какая-либо патология. Иногда размеры клитора, а также малых или больших половых губ генетически предопределены, и сексуальная активность не влияет на их внешний вид. Главная причина того, что женщины решаются на такую операцию, — дискомфорт в половой жизни. Во время операции хирург удаляет слизистую и часть кавернозной ткани, составляющую основу клитора. После этого накладываются кетгутовые швы, которые не снимаются, а рассасываются сами после окончательного заживления клитора. Побочным эффектом проведённой операции может стать значительное снижение или даже отсутствие клиторального оргазма.

### Хирургическое обнажение клитора

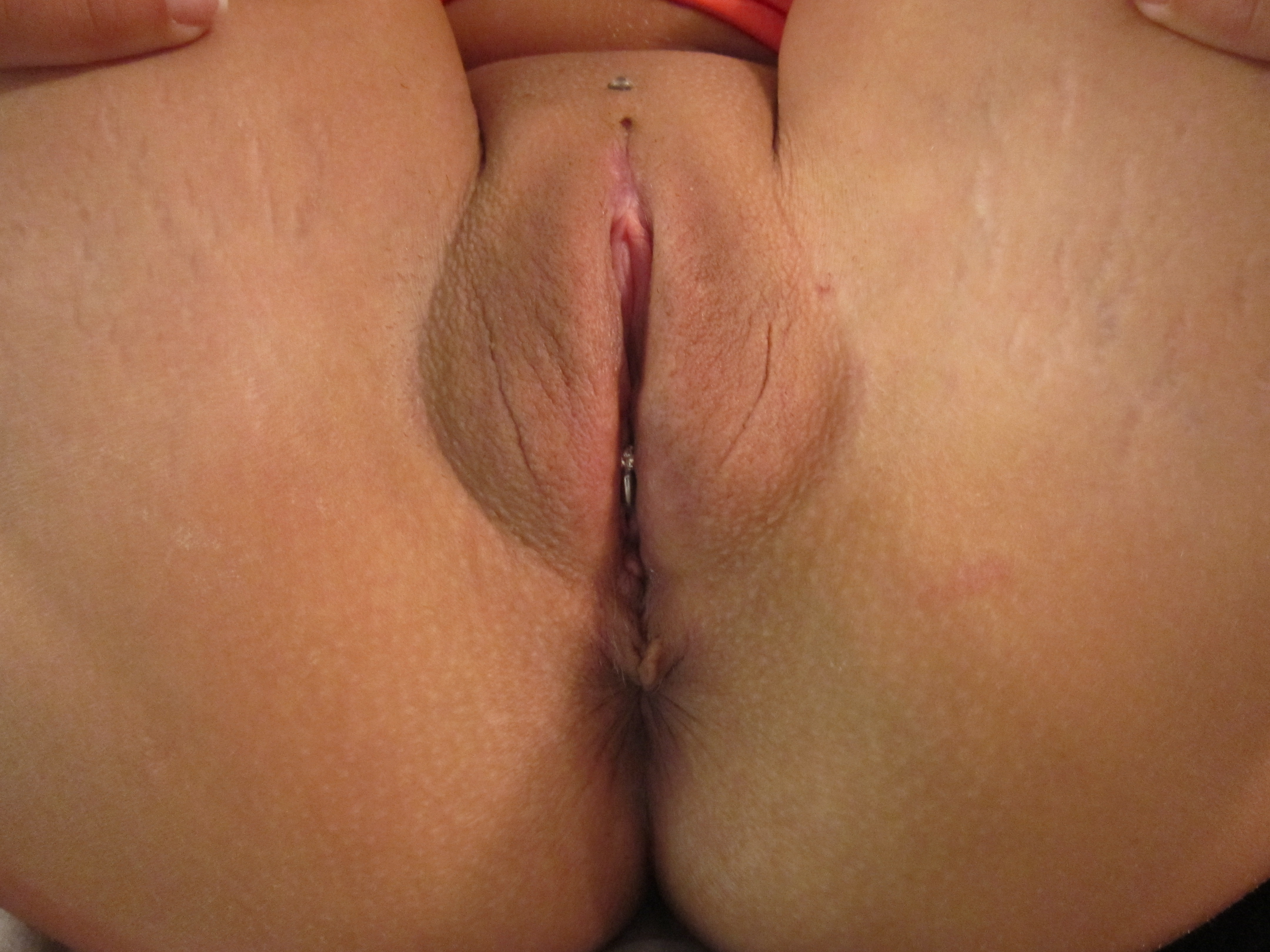
Лабиапластика с хирургическим обнажением клитора и пирсингом

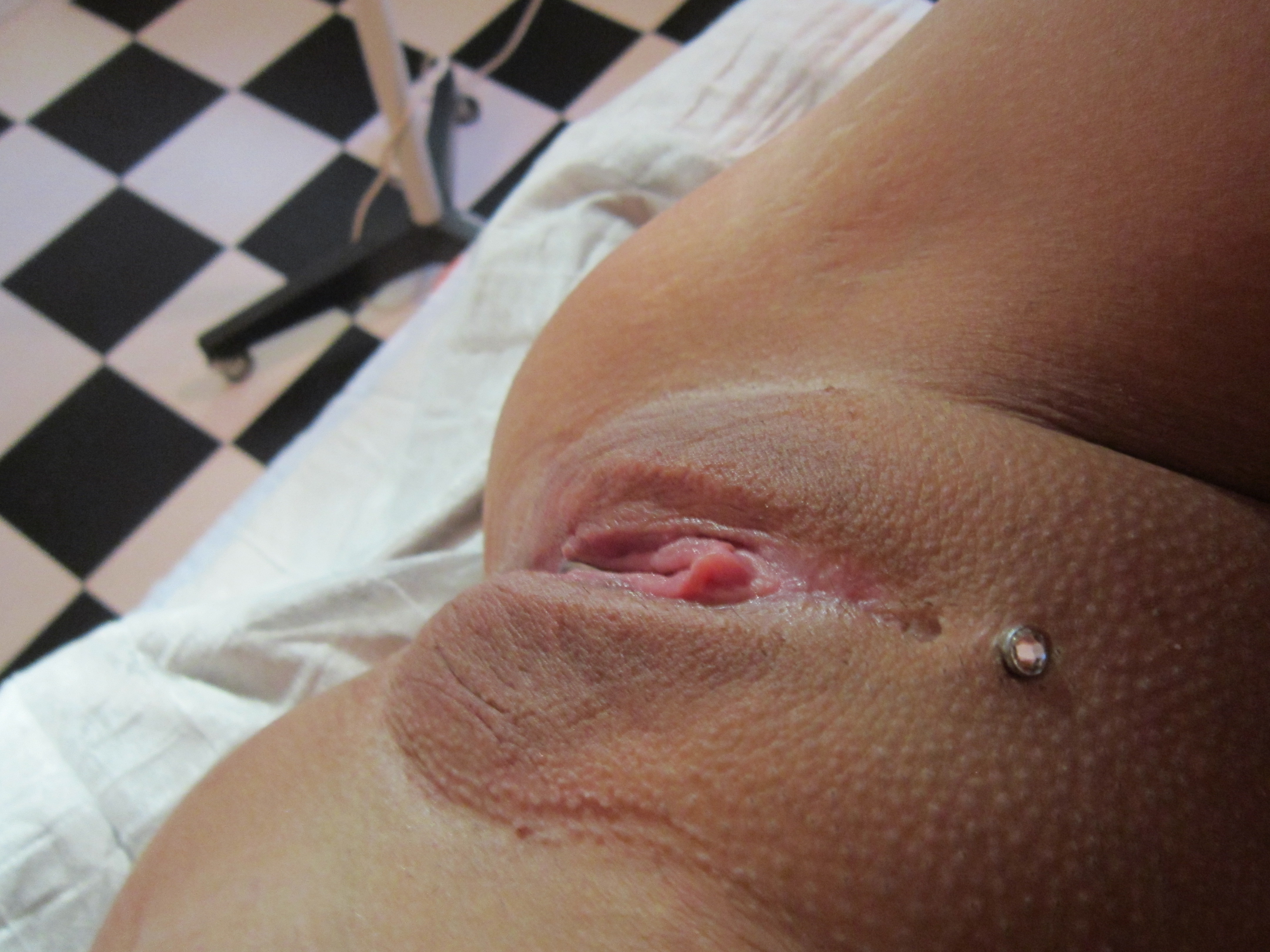

Это хирургическое вмешательство проводится в случаях, когда малые половые губы закрывают клитор, снижая его чувствительность и оргастические ощущения при половом акте (аноргазмия клитора). Операция обнажения клитора сходна с обрезанием крайней плоти полового члена мужчины. Разница лишь в том, что чувствительность здесь повышается, тогда как после обрезания она чаще снижается. Побочный эффект хирургического обнажения клитора — нарушение мочеиспускания за счёт близкого расположения клитора и отверстия мочеиспускательного канала, проходящее в течение нескольких дней.